# Natalia Gherman
Natalia Gherman (ur. 20 marca 1969 w Kiszyniowie) – mołdawska polityk, urzędnik państwowy i dyplomata, w latach 2013–2016 wicepremier i minister spraw zagranicznych, od 22 czerwca do 30 lipca 2015 pełniąca obowiązki premiera Mołdawii.

## Życiorys
W 1991 ukończyła Państwowy Uniwersytet Mołdawski, w latach 1998–2001 kształciła się w King’s College London. W latach 1991–1994 pracowała w mołdawskim ministerstwie spraw zagranicznych, najpierw (do 1992) jako drugi sekretarz departamentu organizacji międzynarodowych, a później jako pierwszy sekretarz departamentu organizacji europejskich. W latach 1994–1997 pełniła funkcję radcy i zastępcy stałego przedstawiciela Mołdawii przy OBWE i innych organizacjach międzynarodowych w Wiedniu. W latach 1997–2001 była zastępcą dyrektora departamentu bezpieczeństwa europejskiego i spraw polityczno-militarnych ministerstwa spraw zagranicznych Mołdawii. W latach 2001–2002 pracowała w ambasadzie Mołdawii w Belgii jako radca minister oraz zastępca przedstawiciela Mołdawii przy NATO. W latach 2002–2006 pełniła funkcję ambasadora Mołdawii w Austrii, a także stałego przedstawiciela Mołdawii m.in. przy OBWE. W latach 2006–2009 była ambasadorem Mołdawii w Szwecji z akredytacją na Norwegię i Finlandię. W latach 2009–2013 pełniła funkcję wiceministra spraw zagranicznych Mołdawii.
Od 30 maja 2013 objęła stanowiska wicepremiera oraz ministra spraw zagranicznych i integracji europejskiej. W wyborach w 2014 z ramienia Partii Liberalno-Demokratycznej uzyskała mandat deputowanej do Parlamentu Republiki Mołdawii.
22 czerwca 2015, po rezygnacji Chirila Gaburiciego, zastąpiła go tymczasowo na stanowisku premiera. 27 lipca premierem mianowano Valeriu Streleța, a 30 lipca zaprzysiężono nowy rząd. W styczniu 2016 odeszła z rządu, na stanowisku ministra spraw zagranicznych zastąpił ją Andrei Galbur.

## Życie prywatne
Jest córką Mircei Snegura, pierwszego prezydenta niepodległej Mołdawii. Była zamężna z Arturem Ghermanem, z którym rozwiodła się w 2014. Para ma syna Mirceę. Oprócz ojczystego języka rumuńskiego posługuje się także angielskim, niemieckim i rosyjskim.

## Odznaczenia
- Komandor 1. klasy Orderu Gwiazdy Polarnej (Szwecja, 2010)[15]